# Ardynictis
Ardynictis és un gènere de petits mamífers prehistòrics pertanyents a la família Didymoconidae i l'ordre Didymoconida. Tenia les dents adaptades per trencar la closca d'animals cuirassats. Se n'han trobat restes fòssils a Mongòlia i la Xina.